# The Best of Jon and Vangelis
The Best of Jon and Vangelis – kompilacja duetu Jon and Vangelis, wydana w 1984 roku. Złożyły się na nią utwory z trzech wcześniejszych płyt duetu.

## Spis utworów
1. Italian Song
2. I'll Find My Way Home
3. State of Independence
4. One More Time
5. A Play Within a Play
6. The Friends of Mr. Cairo
7. Outside of This (Inside of That)
8. He Is Sailing
9. I Hear You Now